# Charlene Tilton
Charlene L. Tilton, född 1 december 1958 i San Diego, Kalifornien, är en amerikansk skådespelare. Hon är mest känd som Lucy Ewing i TV-serien Dallas. Hon medverkade även i avsnitt 1 av Knots Landing som Lucy Ewing. Hon har också medverkat i den svenska komediserien High Chaparall samt i Mord och inga visor.